# Esterificação de Fischer–Speier

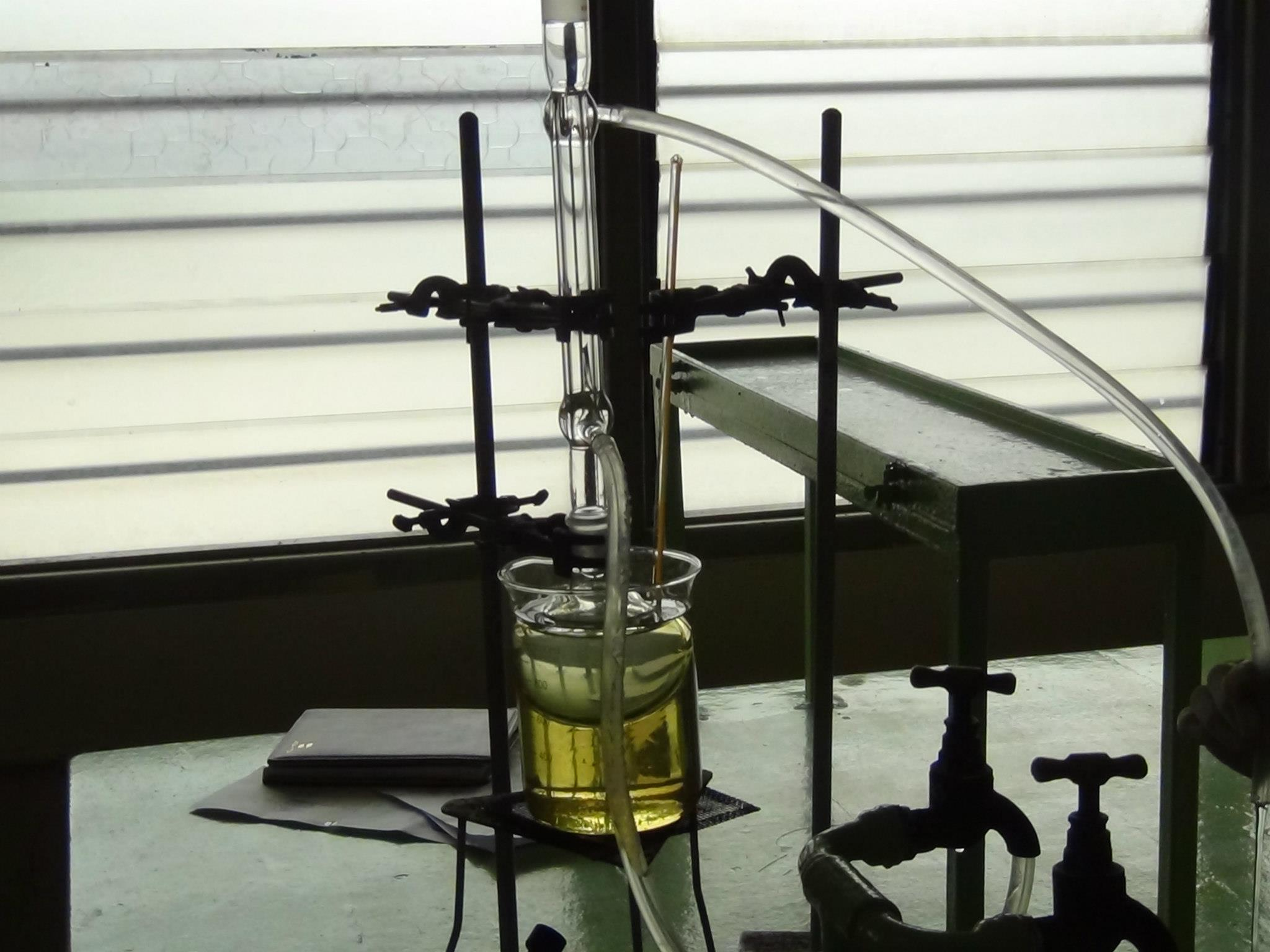
Síntese do benzoato de metila pela esterificação de Fischer–Speier.

Esterificação de Fischer ou esterificação de Fischer–Speier é um tipo especial de esterificação pelo refluxo de um ácido carboxílico e um álcool na presença de um catalisador ácido. A reação foi descrita pela primeira vez por Emil Fischer e Arthur Speier em 1895. A maioria dos ácidos carboxílicos é adequada para a reação, mas o álcool geralmente deve ser primário ou secundário. Álcoois terciários possuem tendência de sofrer eliminação. Ao contrário do equívoco comum encontrado em livros de química orgânica, fenóis também podem ser esterificados. Os catalisadores mais comumente utilizados para a esterificação de Fischer incluem ácido sulfúrico, ácido tosílico e ácidos de Lewis como o triflato de escândio (III). Para substratos mais valiosos ou sensíveis (por exemplo, biomateriais), é muitas vezes utilizado diciclohexilcarbodiimida. A reação costuma ser realizada sem um solvente (especialmente quando um grande excesso de álcool reagente é usado) ou em um solvente não-polar (por exemplo, tolueno) para facilitar o método de Dean–Stark.